# Sbor Bratrské jednoty baptistů v Brništi
Sbor Bratrské jednoty baptistů v Brništi je místní baptistickou církví, která má kolem 30 členů.

## Historie

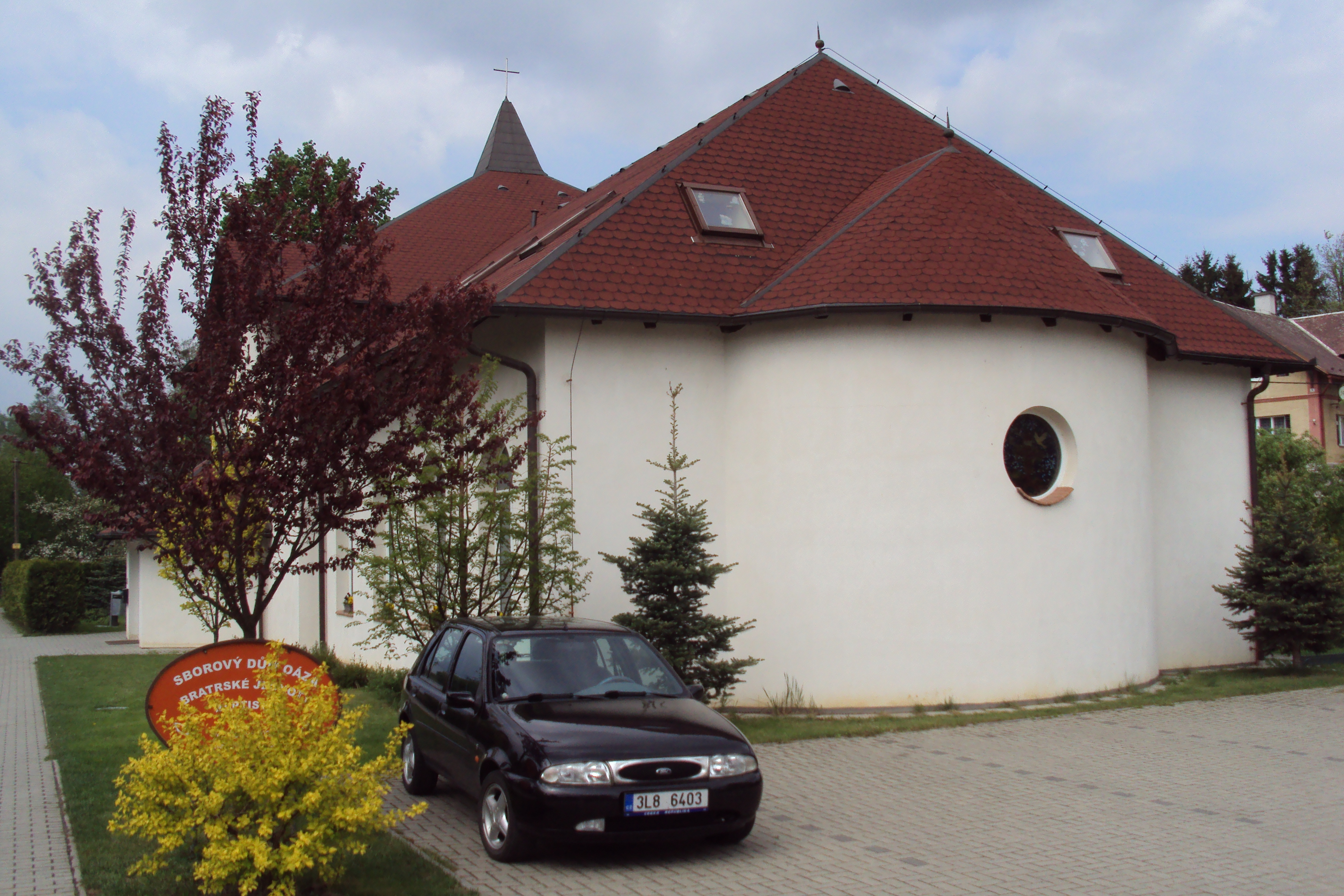
Dům Oáza z boku

Baptisté v Brništi začali působit po roce 1945, kdy sem do vysídlených Sudet přišli z okolí polského Zelówa čeští reemigranti. Jejich předci tam kdysi v době po Bílé hoře utíkali ze své vlasti pronásledováni katolíky pro svou víru. Do Brniště jich přišla početná skupina a pod vedením Josefa Matyse se ihned sdružili do aktivního sborového života. Ještě spláceli přidělené usedlosti, když přišla násilná komunistická kolektivizace a mnozí raději volí odchod do měst (jako zdatní tkalci často do textilního průmyslu). Místní skupinka baptistů se stala kazatelskou stanicí libereckého sboru.
V nové situaci v době po roce 1989 tato skupina po léta odolávající tvrdé ateistické propagandě začala nově misijně působit na své okolí a vznikly tak skupinky v Mimoni, ve Stráži pod Ralskem, v Novém Boru. Misijně zde od roku 1999 působil Pavel Novosad a později David Sláma, který v roce 2008 odešel do BJB Cheb jako kazatel. V roce 2007 se po dokončení stavby vlastní modlitebny tato skupina odděluje od sboru ve Cvikově a stává se samostatným sborem. Prvními kazateli samostatného sboru v Brništi se stali Miloš Matys a Martina Matysová.

## Současnost
V současné době (r. 2020) je kazatelem sboru Jiří Šimek, dříve misijní pracovník stanice Evangelické církve metodistické v Jablonném v Podještědí. Konají se zde nedělní křesťanská shromáždění, biblické hodiny a volnočasové aktivity YMCA. Dne 24. května 2013 byla v Oáze akce Noc kostelů.

## Kazatelé
- 1945–1946: Josef Theofil Tuček (liberecký sbor)
- 1946–1948: Karel Buba st. (liberecký sbor)
- 1948–1950: Vilém Volanský (liberecký sbor)
- 1957–1966: Josef Theofil Tuček (liberecký sbor)
- 1969–1971: Miloš Šolc st. (liberecký sbor)
- 1972–1977: Daniel Průša (liberecký sbor)
- 1977–1992: Jiří Šperl (liberecký sbor)
- 1992–1999: Jan Bistranin (liberecký sbor)
- 1999–2007: Milan Svoboda (cvikovský sbor)
  - 1999–2002: misijní pracovník Pavel Novosad
  - 2004–2007: misijní pracovník David Sláma
- 2007–2016: Miloš Matys, Martina Matysová
- 2018–dosud Jiří Šimek